# Глиняне (Сумський район)
Гли́няне — село в Україні, у Степанівській селищній громаді Сумського району Сумської області. Населення становить 54 осіб. До 2017 орган місцевого самоврядування — Степанівська селищна рада.

## Населення

### Мова
Розподіл населення за рідною мовою за даними :
| Мова       | Кількість | Відсоток |
| ---------- | --------- | -------- |
| українська | 52        | 96.3%    |
| російська  | 2         | 3.7%     |
| Усього     | 54        | 100%     |

## Географія
Село Глиняне знаходиться на лівому березі річки Сумка, вище за течією на відстані 3 км розташоване село Новосуханівка, нижче за течією на відстані 0,5 км розташоване селище Степанівка, на протилежному березі — село Білоусівка. Селом протікає річка Головашівка. Поруч проходять автомобільна дорога Р61 і залізниця, станція Головашівка за 2 км.

## Історія
12 червня 2020 року, відповідно до розпорядження Кабінету Міністрів України № 723-р «Про визначення адміністративних центрів та затвердження територій територіальних громад Сумської області», село увійшло до складу Степанівської селищної громади.
19 липня 2020 року, в результаті адміністративно-територіальної реформи та ліквідації Сумського району(1923—2020), увійшло до складу новоутвореного Сумського району.